# Palác Smiřických
Palác Smiřických nebo také U Montágů je původně renesanční, barokně přestavěný palác na Malostranském náměstí čp. 6/18, na Malé Straně v Praze 1. Palác je součástí komplexu budov Poslanecké sněmovny. Jsou zde kancelářské prostory, zasedání sněmovny probíhá v nedalekém Thunovském paláci.
Palác Smiřických je čtyřkřídlá stavba s centrálním dvorcem a nárožními polygonálními vížkami. Je chráněn jako kulturní památka a jako součást sídla Parlamentu také jako národní kulturní památka.

## Historie

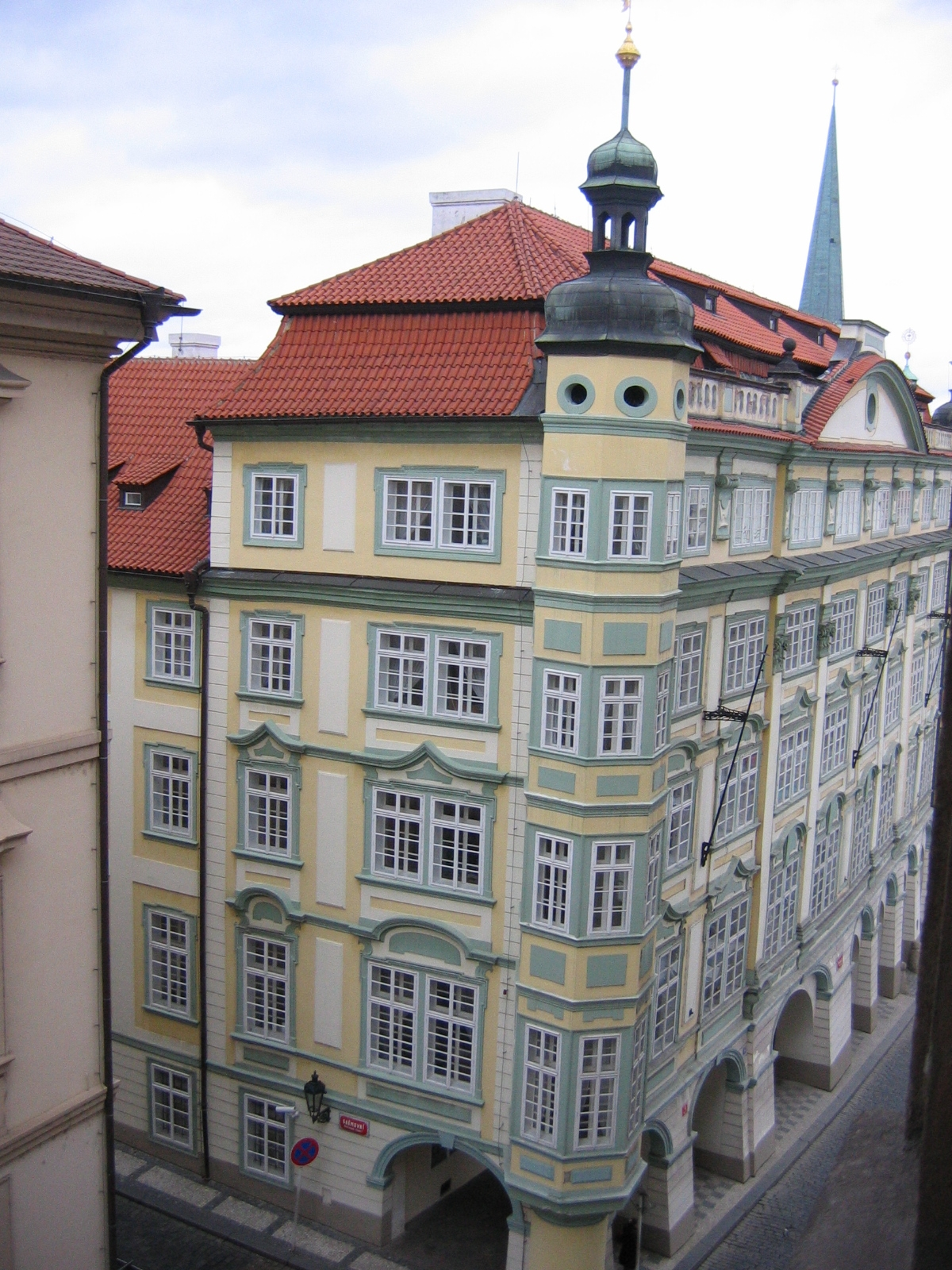
Ze strany Sněmovní ulice

Dnešní palác stojí na parcelách tří až čtyř původních středověkých domů, které stály přímo v „ohnisku velkého požáru Prahy“. V roce 1554 bylo spáleniště prodáno Janovi rytíři z Kelče. Do Zemských desek jej nechal v roce 1572 zapsat Jaroslav I. Smiřický ze Smiřic. Přesná podoba domu z této doby není známá.
V roce 1603 Zikmund Smiřický dům nechal přestavět. Dům získal podloubí a okrouhlou věž na východní straně. V roce 1612 byl ke stavbě připojen Chlapovský dům a byl postaven nárožní symetrický arkýř. Dne 22. května 1618 byla v paláci Albrechtem Smiřickým svolána tajná schůze protihabsburské stavovské opozice. 
Monumentální jižní průčelí paláce rámované nápadnými nárožními arkýři bylo prolomeno v přízemí arkádou podloubí.
V pobělohorském období palác vlastnili Valdštejnové, Pernštejnové, karmelitky a Sinzendorfové.
Po roce 1763 palác získal Pavel Montág, který jej nechal v letech 1764–65 přestavět a rozšířit podle projektu Josefa Jägera. Objekt byl zvýšen o jedno patro a barokně upraven.
Během devatenáctého století získaly dům měšťanské rodiny, které ho chtěli přestavět na činžovní dům. Před rokem 1850 byly zazděny arkády a došlo vybudování pavlačí.
V roce 1895 palác získal Zemský sněm Království českého a adaptoval ho pro potřeby sněmovny. 
Celková rekonstrukce pro potřeby současného parlamentu proběhla v letech 1993 a 1996.